# Novacastria nothofagi
Novacastria nothofagi es una especie de insecto coleóptero de la familia Chrysomelidae.
Fue descrita científicamente en 1983 por Selman & Lowman.